# 맹그로브
맹그로브(영어: mangrove)는 아열대나 열대의 해변이나 하구 기수역의 염성 습지에서 자라는 관목이나 교목이다. 조수에 따라 물속에 잠기기도 하고 나오기도 한다. 특수한 호흡근(呼吸根)이 있고 어떤 종은 종자가 모체에서 발아하는 태생 종자(胎生種子)를 가진다. 맹그로브 숲을 홍수림(紅樹林)이나 해표림(海漂林)으로 부르기도 한다.

## 어원
‘맹그로브(mangrove)’라는 영어 단어는 스페인어 mangle 또는 포르투갈어 mangue에서 왔는데, 이들 단어는 남미의 과라니(Guarani)족 토착어에서 온 것으로 보인다. 영어권에서 처음에는 망그로(mangrow)라고 썼다가 ‘숲’이란 뜻의 grove로 변형되어 지금의 단어가 됐다.

## 맹그로브 숲
맹그로브 숲은 열대에서 아열대 지역의 하구 기수역의 염성 습지에 형성되는 삼림의 일종이다. 세계적으로 동남아시아, 남태평양, 호주, 인도 근해, 아프리카, 아메리카에 분포하는데, 일본에도 오키나와현과 가고시마현에 자연 분포하고 혼슈 일부 지역에도 인공적으로 옮겨 심은 맹그로브 숲이 존재한다.

### 형성과정
열대에서 아열대의, 바닷물에 잠기는 땅에 만들어진다. 파도가 강한 곳에서는 볼 수 없고, 주로 어느 정도 이상으로 큰 강의 하구에 만들어진다. 다만 파도가 없으면 내만과 같은 보통의 해안에 생육하는 장소가 만들어지기도 한다.
파도가 없는 천해(물가에서 멀리까지 얕은 바다)의 기수역의, 진흙이 쌓이기 쉬운 곳에 만들어진 맹그로브 숲의 바깥쪽에는 간석지가 형성된 경우가 흔하다. 진흙질 흙 속엔은 산소가 부족해지기 쉽기 때문에 호흡뿌리라고 하는, 땅 밖으로 튀어나온 뿌리를 발달시키는 식물이 많다.
맹그로브 숲의 바깥쪽(바다 쪽)은 만조시 줄기는 물론 잎 일부까지 바닷물에 잠기지만, 안쪽은 염분을 포함한 진흙질이기는 하나 직접적으로 바닷물을 뒤집어쓰는 일은 없기 때문에 이 지점부터 육상 식생으로 이어진다. 생육하는 식물종은 군라가 내 각 지점마다 다양하며, 내염성의 정도에 따라 대상분포를 나타낸다.
맹그로브 숲은 아열대 상부, 예컨대 규슈 등지에서는 불과 2 m 높이에 불과할 때도 있지만 열대지방에서는 무려 30 m에 이르는 높은 숲이 만들어지기도 한다. 또한 맹그로브 숲 특유의 덩굴식물이 있어, 장소에 따라서는 약간의 초본이 나타나기도 한다.

### 생태계의 특징
맹그로브 숲은 간석지의 성질을 가지면서, 동시에 수목이 밀생하는 장소다. 간석지는 하천 상류나 바다에서 흘러들어온 유기물이 모여 분해되는 곳으로, 생산력이 매우 큰 환경에서 다양한 생물들의 활동을 관찰할 수 있는 장소이다. 하지만 그 표면 구조의 단순함이 큰 난관이 되어 왔다. 그에 비해 맹그로브 숲은 동일한 환경이면서, 밀생하는 수목들이 특징적인 호흡뿌리를 발달시킴으로써 표면 구조가 복잡하게 되어 여러 가지 동물들에게 숨을 곳을 제공해 주고, 그 줄기에는 이끼나 지의류가 번식하게 된다.
깊숙한 곳은 진흙모래로 이루어져 있어 유기물이 많기 때문에, 표면 이하에서는 그 유기물의 분해되어 산소가 소비된다. 또한 그 산소 소비에 의해 혐기성 환경이 만들어져 황화수소가 발생한다.

### 맹그로브 숲의 식물

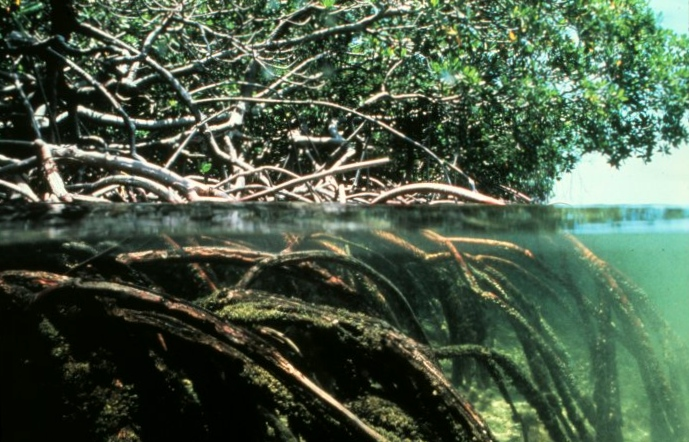

맹그로브 숲을 구성하는 식물은 세계적으로 70 ~ 100 종 정도가 있는데, 그 중 주요한 것들은 홍수과(Rhizophoraceae), 마편초과(Verbenaceae), 손네라티아과(Sonneratiaceae)의 3개 과에 속한다.
홍수과의 식물은 모두 광택이 있는 타원형 잎이 난다. 잎은 두껍고, 또 그 두꺼운 잎을 두꺼운 각피층(큐티클)이 덮고 있다. 호흡뿌리의 형태는 종마다 다양하다. 암홍수(雌蛭木, Kandelia obovata)는 약간 판근 모양이고, 수홍수(雄蛭木, Bruguiera gymnorrhiza)은 무릎 모양의 뿌리를 지표에 내민다. 팔중산홍수(八重山蛭木, Rhizophora mucronata)의 경우, 지표보다 위로 비스듬하게 문어발 모양의 뿌리가 자라서 줄기를 지탱하게 되므로 지주뿌리라고 부른다.
또한 이런 식물들은 가지에 붙어 있는 열매 속에서 뿌리가 자라기 시작해, 어느 정도의 크기에 이르면 그 뿌리의 끝 부분에 새싹이 붙은 상태로 열매가 떨어진다. 이와 같이 어미식물 위에서 새끼식물이 자라기 때문에 이런 종자를 태생 종자라고 부른다. 어미에서 떨어져 나온 종자는 해류를 타고 흩어져(해류산포), 진흙 표면에 내려앉아 성장하기 시작하지만, 어미식물에서 떨어진 후, 그 아래 진흙에 꽂혀서 그 자리에서 바로 성장하기도 한다.
그 외에도 맹그로브 숲을 구성하는 나무는 여러 종류가 있고, 그 중에 해류를 타고 씨를 퍼뜨리는 종 역시 많다.
맹그로브 숲의 식물종은 대상분포를 나타낸다.
일본의 경우, 가장 바깥쪽(바다 쪽)에는 홍수붙이(Avicennia marina)가 드문드문 자란다. 이 나무는 키가 작고, 뿌리가 진흙이 얕은 곳으로 뻗어나가 일정 간격을 두고 죽순같은 모양으로 호흡뿌리를 내민다. 키가 크지 않기 때문에 만조시에는 통째로 바닷물에 잠기는 수도 있다. 장소에 따라서는 이곳에 손네라티아과 식물이 자라기도 한다.
좀더 육지 쪽으로 들어가면, 북쪽 지방에서는 암홍수, 남쪽 지방에서는 팔중산홍수가 빽빽한 군락을 이룬다. 그 안쪽에는 수홍수가 생육하는 층이 있다. 한층 더 육지 쪽으로 들어가면, 바닷물을 거의 뒤집어쓰지 않지만 바닷물의 영향은 받는 구역이 나온다. 여기는 오예(Barringtonia racemosa)라던지, 거대한 판근이 있는 Heritiera littoralis 따위가 자라고 있다. 이리오모테섬을 비롯한 남쪽 바다의 섬들에 널리 분포하는 바다독나무(Barringtonia asiatica)도 이 지대에 생육한다. 이 부근까지가 정확한 의미에서의 맹그로브 숲이며, 여기서 더 육지 쪽으로 들어가면 육지의 식생이 점차 나타난다.

### 맹그로브 숲의 동물

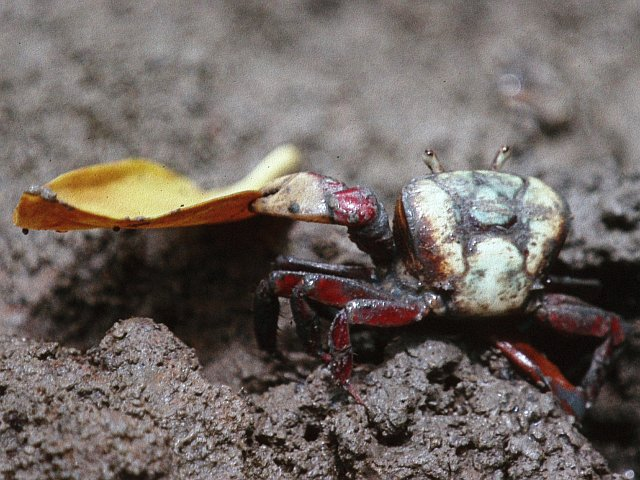
미국홍수의 잎을 운반하고 있는 게의 일종.

맹그로브 숲은 육지의 삼림과 같이 다양한 동물들에게 살 공간을 제공해 준다. 맹그로브 숲의 바다 쪽은 바닷물의 영향을 크게 받고, 육지 쪽은 바닷물의 영향을 적게 받아 조위(潮位) 등에 기울기가 생긴다. 또 맹그로브 숲이 커지면서 뿌리나 줄기, 가지가 넓어지고 다양한 공간이 만들어진다. 이와 같이 맹그로브 숲의 생식 환경은 다양하다. 맹그로브 숲에는 주로 저서생물(갑각류, 조개류 등)이나 어류가 서식하지만, 포유류나 조류, 곤충류 등도 살고 있다. 양서류 중에서는 바닷물과 같은 짠물에서도 유일하게 살 수 있으며 바다개구리로 불리는 게잡이개구리가 바로 맹그로브에서 서식한다. 또한 홍살귀상어를 포함한 일부의 상어들도 맹그로브에서 서식하는 종이 존재한다.

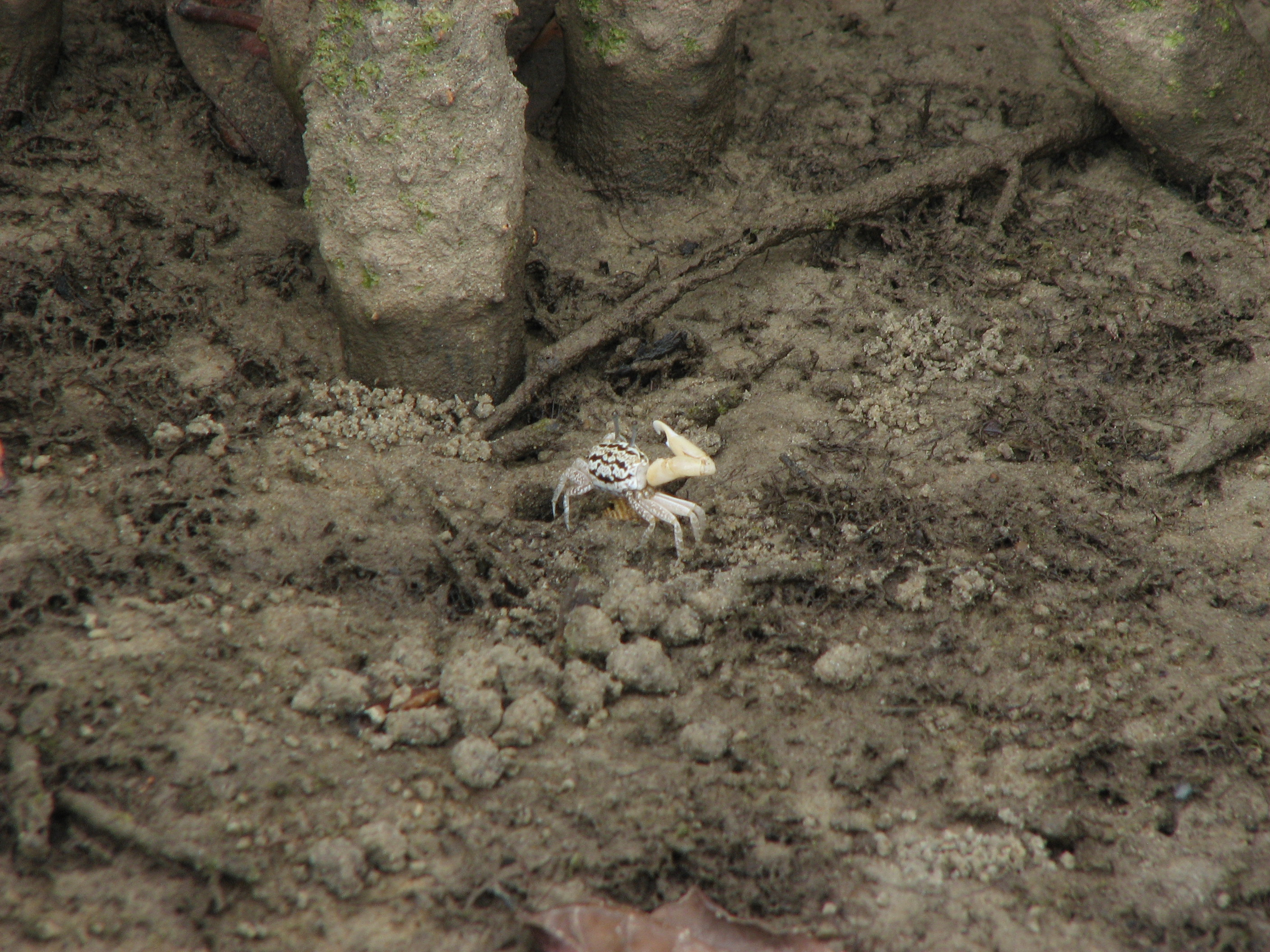
팔중산홍수의 뿌리에서 활동하는 오키나와흰발농게.

조수가 빠졌을 때는 많은 수의 게 등 갑각류가 나타난다. 간석지 근처에는 꽃발게(Uca) 무리나 ミナミコメツキガニ(Mictyris brevidactylus) 등속이 관찰되고, 맹그로브 숲 숲 속에서는 방게(Helice tridens) 무리나 바위게(Pachygrapsus crassipes) 무리가 다수 서식한다. 조수가 밀려오면 파놓은 굴 속으로 들어가는 놈들도 있지만, 나무 위로 올라가는 것들도 있다. 또한 조수가 가득차면 꽃게(Portunus trituberculatus)나 톱날꽃게(Scylla) 등 대형 게들이 모습을 드러낸다. 조개류에서는 굵은줄갯비틀이고둥(Terebralia palustris) 등의 권패류, 홍수바지락 등의 이매패류가 있다. 이 많은 조개들은 맹그로브 숲의 낙엽이나 종자를 먹고 산다. 특히 맹그로브 숲의 낙엽을 직접 소비하는 굵은줄갯비틀이고둥이나 대형 게류는 맹그로브 숲 생태계의 탄소 순환에 있어 매우 중요한 존재이다.

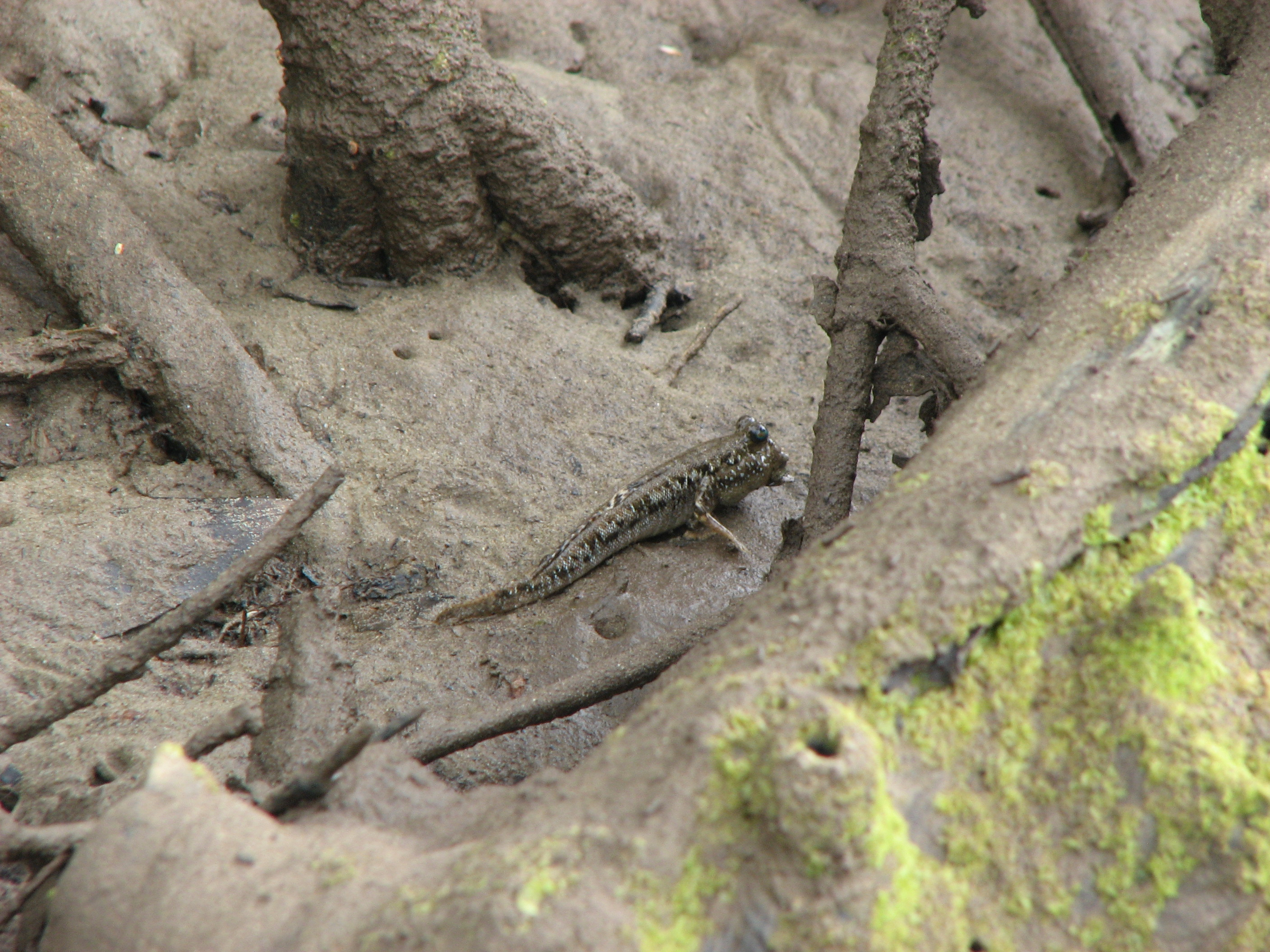
팔중산홍수의 뿌리에서 활동하는 남쪽말뚝망둥어.

어류로는 간석지나 호흡뿌리 위에서 발견되는 남쪽말뚝망둥어 등의 말뚝망둥어 종류가 활동하다가, 조수가 들어오면 다른 많은 해수어가 물과 함께 밀려온다. 나무의 호흡뿌리가 복잡하게 뒤얽혀 있는 맹그로브 숲 지대는 몸을 숨기기에 매우 좋기 때문에, 독가시치(Siganus fuscescens)종류나 망둥이(Gobioidei) 종류 등의 작은 물고기를 많이 볼 수 있다. 또한 그것들을 먹고 사는 물퉁돔 무리나 무태장어 등의 대형어도 몰려든다.
다이토 제도에 서식하는 류큐큰박쥐는 맹그로브 숲을 낮 동안의 보금자리로 이용한다. 또한 이리오모테섬에서의 조사 결과에 의하면, 동박새를 중심으로 한 조류의 혼군(混群)이 확인되고 있다. 특히 동박새는 수홍수의 꽃의 꿀을 먹이로 삼고 있다는 사실도 보고되고 있다.
맹그로브 숲 식물 그 자체를 서식 장소로 삼는 동물도 있다. 패류의 일종인 색깔총알고둥이나 바위게상과의 홍수바위게 등은 맹그로브 숲 식물의 줄기나 지주뿌리에서 생활한다. 또한 고착성 동물인 따개비과의 일종인 따개비가 팔중산홍수에 붙어 사는 사례도 보고되고 있다.. 이렇기에 맹그로브 숲은 ‘생명의 요람’으로 불리고 있다.

### 맹그로브 숲의 파괴와 재생

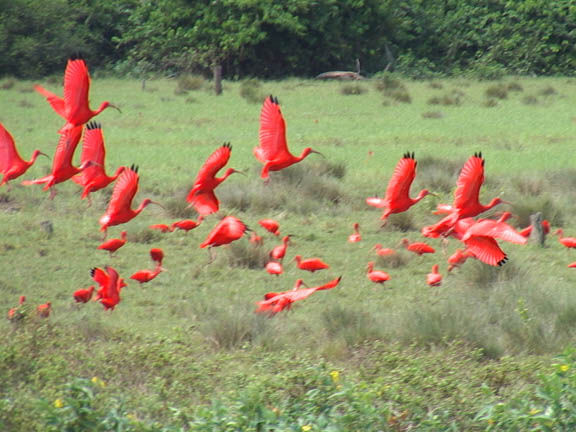
날아오르는 홍따오기(Eudocimus ruber) 떼. 맹그로브 숲은 생태계의 보고이다.

최근, 세계 각지에서 맹그로브 숲의 파괴가 문제시되고 있다. 동남아시아에서는 숯의 원료로 쓰기 위한 벌채, 그리고 해안가의 습지를 블랙타이거(Penaeus monodon) 등의 새우 양식장으로 개발하는 것이 그 주된 원인으로 꼽히고 있다. 그뿐 아니라 가축 사료로 쓰기 위한 벌채도 행해지고 있기에 여기저기에서 맹그로브 숲이 사라지고 있다.
열대우림의 파괴가 지구온난화와 관련된 문제가 되는 것처럼, 맹그로브 숲의 파괴도 동일한 맥락에서 주목받게 되었다. 또한 맹그로브 숲이 바다의 수질 정화에 기여하는 몫이 큰 것이 알려지게 되어, 세계적인 습지 가치의 재발견과 함께 그 의미에서도 주목받고 있다.
2004년의 수마트라 대지진 이후 맹그로브 숲에 의한 해일 피해의 경감 효과가 알려지게 되었다. 맹그로브 숲이 자연 방파제 역할을 하여, 해일시 인명피해를 유발하는 표류물체를 막아주는 것이다. 수마트라 대지진으로 큰 피해를 받은 동남아시아의 나라들에서는 맹그로브 숲의 재생에 관심이 높아지고 있다.
현재 여러 곳에서 맹그로브 숲의 재생을 목표로 한 시도들이 이루어지고 있다. 홍해에서는 사막 연안에 맹그로브 숲을 형성시키려는 시도가 있었다. 사구에서는 맹그로브 숲의 식물을 생육시키기 힘들지만 건목 등을 사용하여 울타리를 쳐 수류(水流)가 만들어지게 하면 생육이 시작되고, 군락이 조금 형성되면 그것이 방파제가 되어 조금씩 면적이 넓어진다고 한다.
맹그로브 생태계 보호를 위해 유네스코 총회에서는 매년 7월 26일을 '국제 맹그로브 생태계 보존의 날'로 지정했다.

## 같이 보기
- 핵심종

## 참고 문헌
- 土屋誠・宮城康一編 『南の島の自然観察』 東海大学出版会、1991年、ISBN 4-486-01159-7